# Уильямс, Блэр
Блэр Уильямс (англ. Blair Williams; род. 28 марта 1994 года, Калифорния, США) — американская порноактриса.

## Карьера
Выросла в пригороде Лос-Анджелеса. Получила начальное образование в частной христианской школе, после чего перешла в католическую школу для девочек. В течение трёх лет работала няней и учителем дошкольного образования в церковно-приходской школе Лос-Анджелеса.
В январе 2015 года решает поучаствовать в шоу The Sex Factor и успешно проходит первые прослушивания. Через неделю после прослушивания участвует в первом сезоне шоу и выигрывает его. Спустя год после победы начинает активно сниматься в порно. Её родители и коллеги по школе не одобрили эти её занятия. Первый год снималась только в сценах традиционного и лесбийского секса. Начиная с мая 2017 года снимается также в сценах анального секса.
Чаще всего сотрудничает с такими студиями, как Brazzers, Digital Sin, Digital Playground, Elegant Angel, Evil Angel, FM Concepts, Girlfriends Films, Mile High, Wicked Pictures, Zero Tolerance Entertainment и многими другими.
В марте 2017 года была выбрана Treat of the Month по версии порносайта Twistys.com. Впервые появилась на страницах журнала Hustler в майском выпуске за 2017 год, а уже в сентябрьском выпуске за тот же год появилась на обложке данного журнала.
По данным сайта IAFD на сентябрь 2019 года, снялась в более чем 20 порнофильмах.

## Награды и номинации
| Год  | Награда                    | Результат | Категория                                                                          | Фильм                                          |
| ---- | -------------------------- | --------- | ---------------------------------------------------------------------------------- | ---------------------------------------------- |
| 2016 | NightMoves Award           | Номинация | Лучшая задница                                                                     | н/д                                            |
| 2016 | NightMoves Award           | Номинация | Лучшая новая старлетка                                                             | н/д                                            |
| 2017 | AVN Award                  | Номинация | Лучшая оральная сцена                                                              | Mouth Magic                                    |
| 2017 | AVN Award                  | Номинация | Лучшая сцена триолизма (Д/Д/П) (вместе с Бруклин Чейз и Мануэлем Феррарой)         | Oil Overload 15                                |
| 2017 | AVN Award                  | Номинация | Награда поклонников: самый горячий новичок                                         | н/д                                            |
| 2017 | NightMoves Award           | Номинация | Лучшее тело                                                                        | н/д                                            |
| 2017 | XBIZ Award                 | Номинация | Лучшая сцена секса — полнометражный фильм (вместе с Мией Малковой)                 | The Preacher’s Daughter                        |
| 2018 | AVN Award                  | Номинация | Лучшая анальная сцена (вместе с Кристианом Клэем)                                  | Anal Beauty 7                                  |
| 2018 | AVN Award                  | Номинация | Лучшая оральная сцена (вместе с Майком Адриано и Сарой Ванделлой)                  | Swallowed                                      |
| 2018 | AVN Award                  | Номинация | Лучшая сцена группового секса (вместе с Анникой Элбрайт, Лили Джордан и Миком Блу) | Mick Blue’s Best Day Ever 2                    |
| 2018 | AVN Award                  | Номинация | Лучшая сцена триолизма (Д/Д/П) (вместе с Зои Монро и Маркусом Дюпри)               | Swallow My Squirt 8                            |
| 2018 | NightMoves Award           | Номинация | Лучшее тело                                                                        | н/д                                            |
| 2018 | Spank Bank Award           | Победа    | Перфекционист года от первого лица                                                 | н/д                                            |
| 2018 | Spank Bank Technical Award | Победа    | Самая грязная девушка из "другой долины"                                           | н/д                                            |
| 2019 | Spank Bank Technical Award | Победа    | Идеальная жена , о которой мечтают все мужчины                                     | н/д                                            |
| 2020 | AVN Award                  | Номинация | Лучшая оральная сцена                                                              | Blair Makes It Disappear (из Swallowed.com 26) |
| 2020 | Fleshbot Award             | Номинация | Лучшая задница                                                                     | н/д                                            |

## Избранная фильмография
- 2015 — Amazing Asses 20
- 2016 — Ass, Grass And Cash
- 2016 — Beautiful New Faces 7: Body Worship[22]
- 2016 — Brothers and Sisters 3[23]
- 2016 — Internal Love
- 2016 — Manuel’s Fucking POV 5
- 2016 — My Stepdaughter Tossed My Salad 12
- 2016 — Rough Rider
- 2016 — Sibling Rivalry 3
- 2016 — Women Seeking Women 133
- 2017 — Anal Beauty 7
- 2017 — Cuck ’Em All 3
- 2017 — Deep In That Ass 4
- 2017 — Fantasy Roleplay 2[24]
- 2017 — Foreign Exchange
- 2017 — How To Train Your Teen’s Ass 4
- 2017 — My Stepsister Squirts 7
- 2017 — Stepdaughter Secrets
- 2017 — Swallow My Squirt 8
- 2018 — Barely Legal Amish Girls 2